# Ferdinand Georg Waldmüller

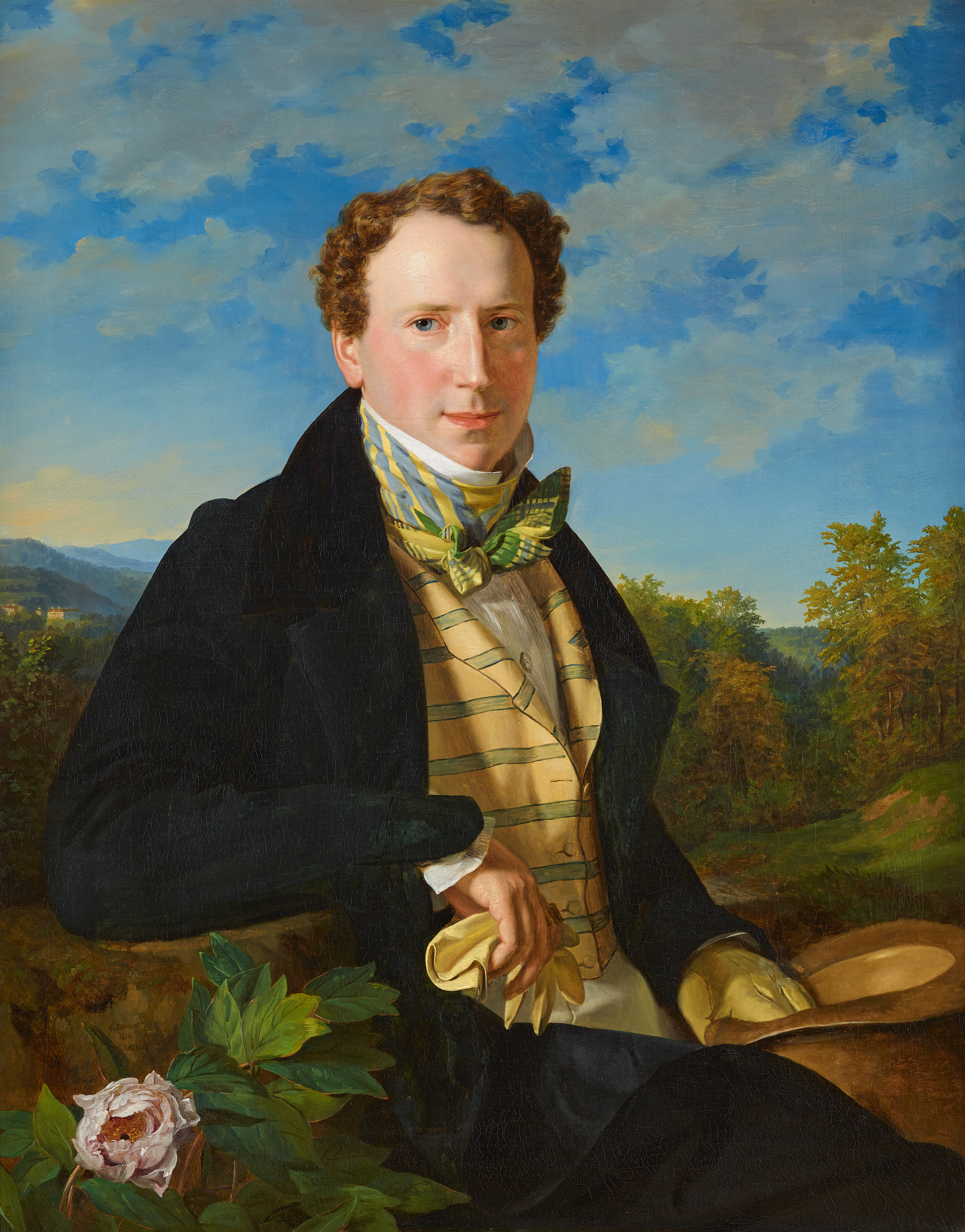
Ferdinand Georg Waldmüller: Selbstporträt in jungen Jahren, 1828, Belvedere, Wien

Ferdinand Georg Waldmüller (* 15. Jänner 1793 in Wien; † 23. August 1865 in Hinterbrühl bei Mödling) war einer der bedeutendsten österreichischen Maler in der Biedermeierzeit.

## Leben

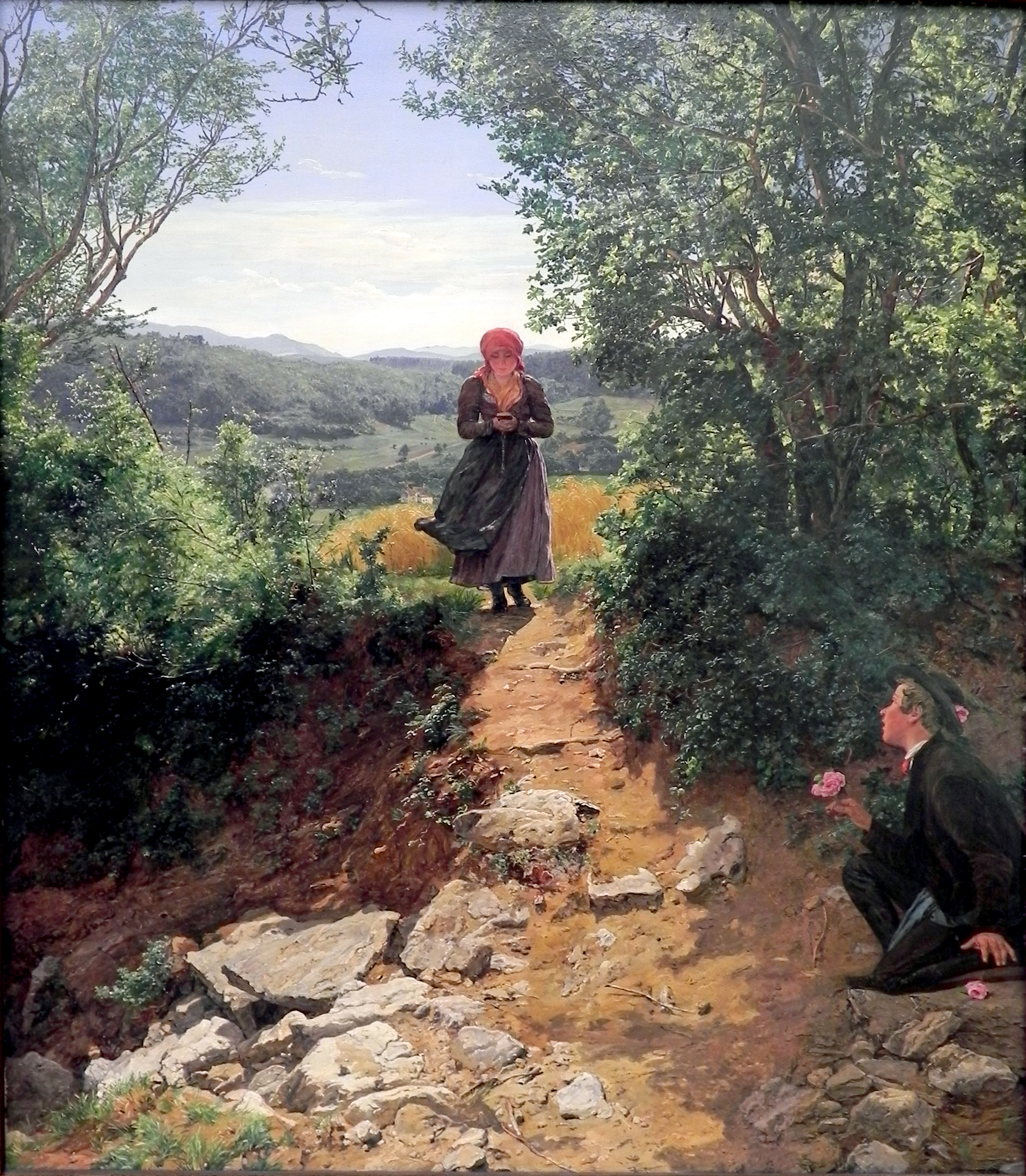
Die Erwartete (1860)

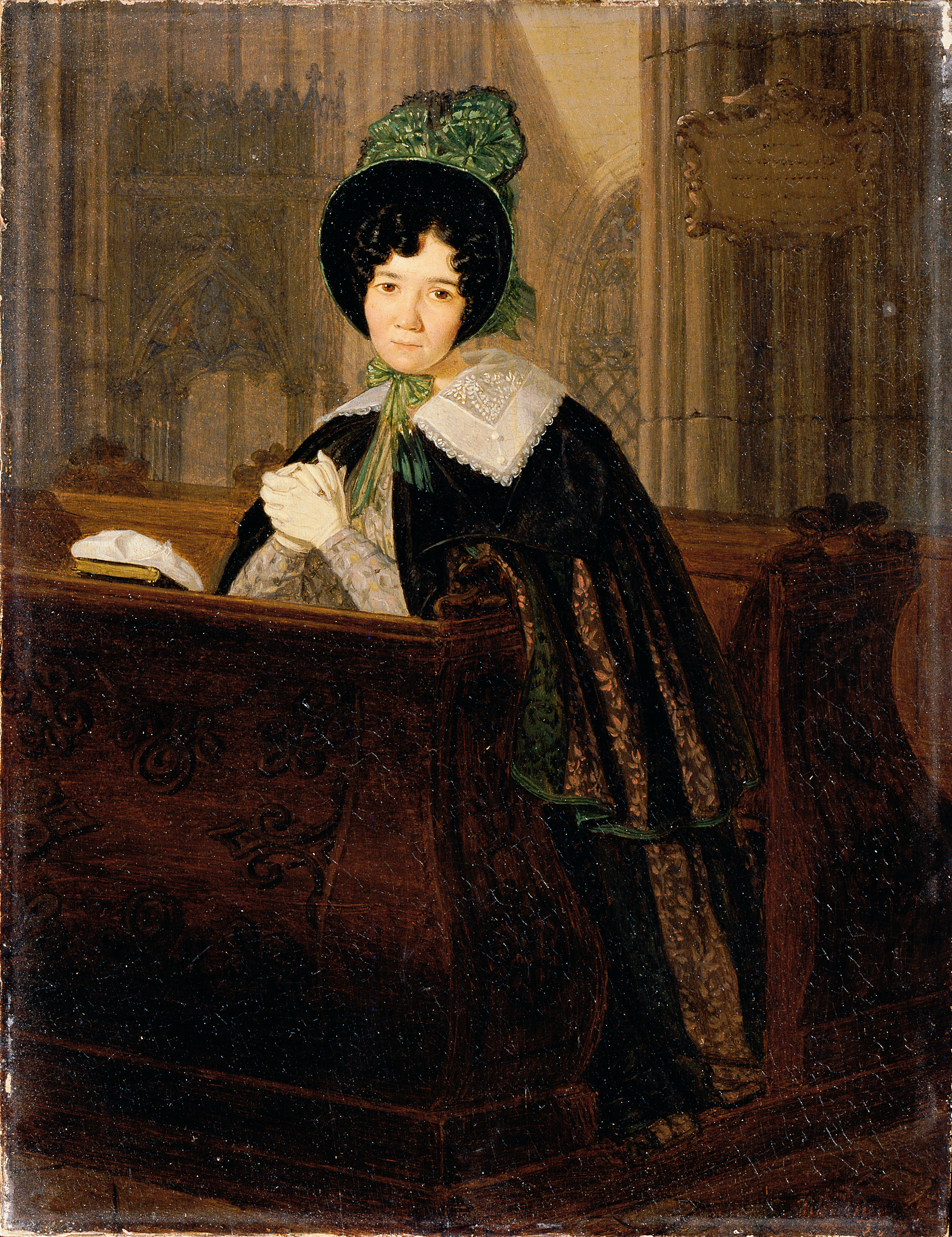
Katharina Waldmüller, porträtiert von ihrem Bruder Josef Weidner

Ferdinand Georg Waldmüller wurde am 15. Jänner 1793 im Allgemeinen Krankenhaus in der Alservorstadt als Sohn des Bedienten Georg Waldmüller und der Elisabeth Wittmann geboren. Er besuchte zwischen 1807 und 1813 unregelmäßig die Akademie in Wien und war Schüler von Hubert Maurer und Johann Baptist Lampi. 1810 erhielt er den Gundelpreis. 

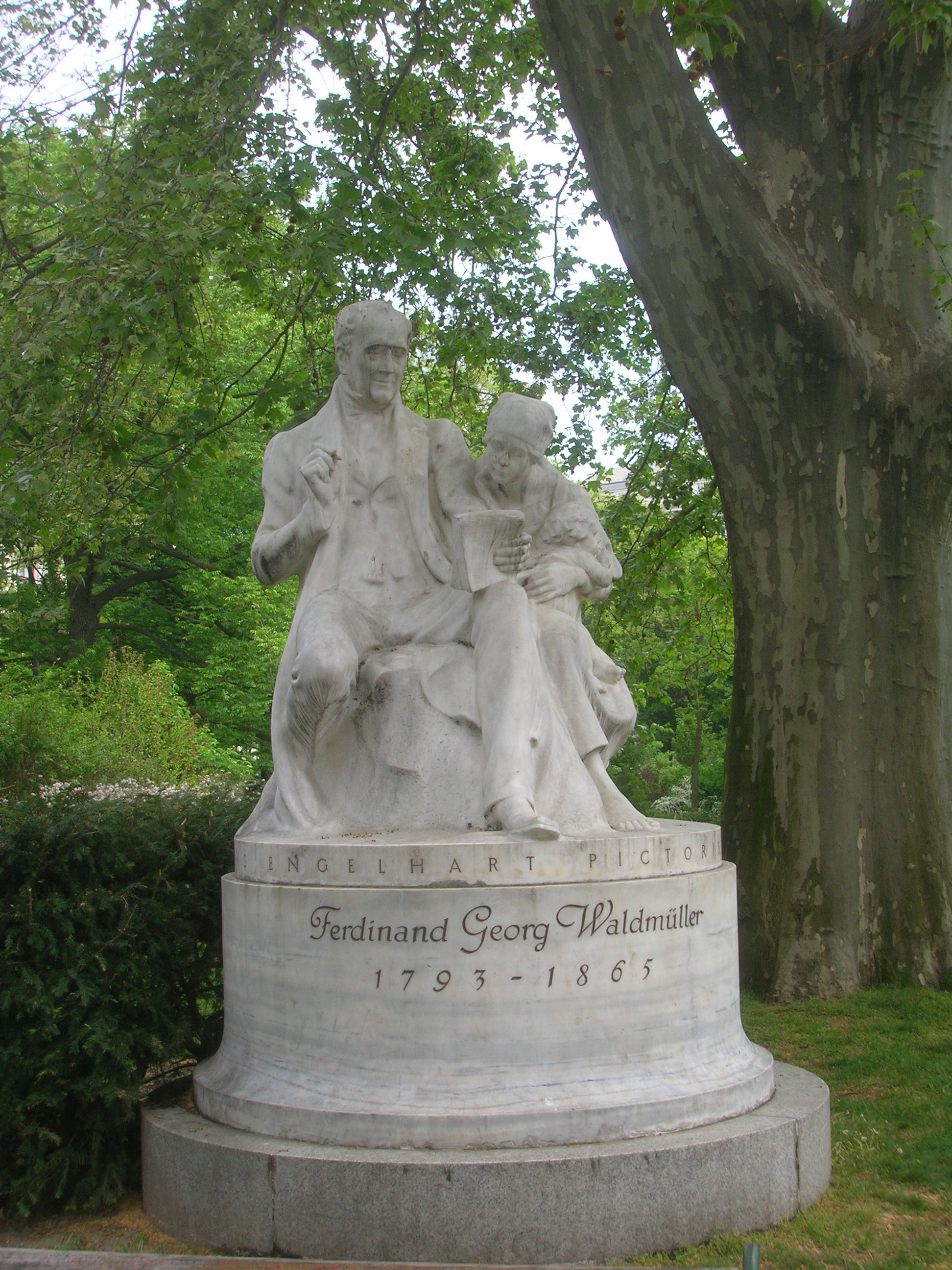
Denkmal im Wiener Rathauspark

Er erwarb seinen Lebensunterhalt durch Ausführung von Porträts als Miniaturist und wurde 1811 für drei Jahre Zeichenlehrer im Haus des Grafen Gyulay in Agram (Zagreb). Hier lernte er seine erste Gattin, die Hofopernsängerin Katharina Weidner, kennen, eine Schwester des Porträtmalers Josef Weidner, die er 1814 heiratete. Das Ehepaar lebte zunächst in verschiedenen Städten, in denen Katharina ein Engagement als Sängerin erhalten hatte, wie Baden bei Wien, Brünn und Prag. Waldmüller verdingte sich in dieser Zeit als Kulissenmaler am Theater. 1817 erhielt seine Frau ein Engagement am Kärntnertortheater in Wien, wo Waldmüller seither lebte.
1818 nahm er Unterricht bei Joseph Lange in Ölmalerei und bei Johann Nepomuk Schödlberger in Landschaftsmalerei. Die Porträtmalerei blieb zunächst Waldmüllers erfolgreichste Sparte. 1822 stellte er Porträts bei der Akademie in St. Anna aus. Im Auftrag des Leipziger Verlags Breitkopf & Härtel schuf er 1823 eines der später bekanntesten Porträts von Ludwig van Beethoven, das jedoch im Zweiten Weltkrieg zerstört wurde. 
1827 erhielt er den Auftrag, Kaiser Franz I. zu porträtieren, was ihm zunehmend andere Aufträge aus Adelskreisen eintrug. Zwischen 1825 und 1844 unternahm Waldmüller einige Studienreisen nach Italien. 1829 wurde er Kustos an der Gemäldesammlung der Akademie mit dem Titel und Rang eines Professors. 1830 unternahm er eine erste Reise nach Paris. In den folgenden Jahren entstanden Landschaften des Salzkammergutes, wo er seine Sommeraufenthalte in Bad Ischl verbrachte, und des Wiener Praters.

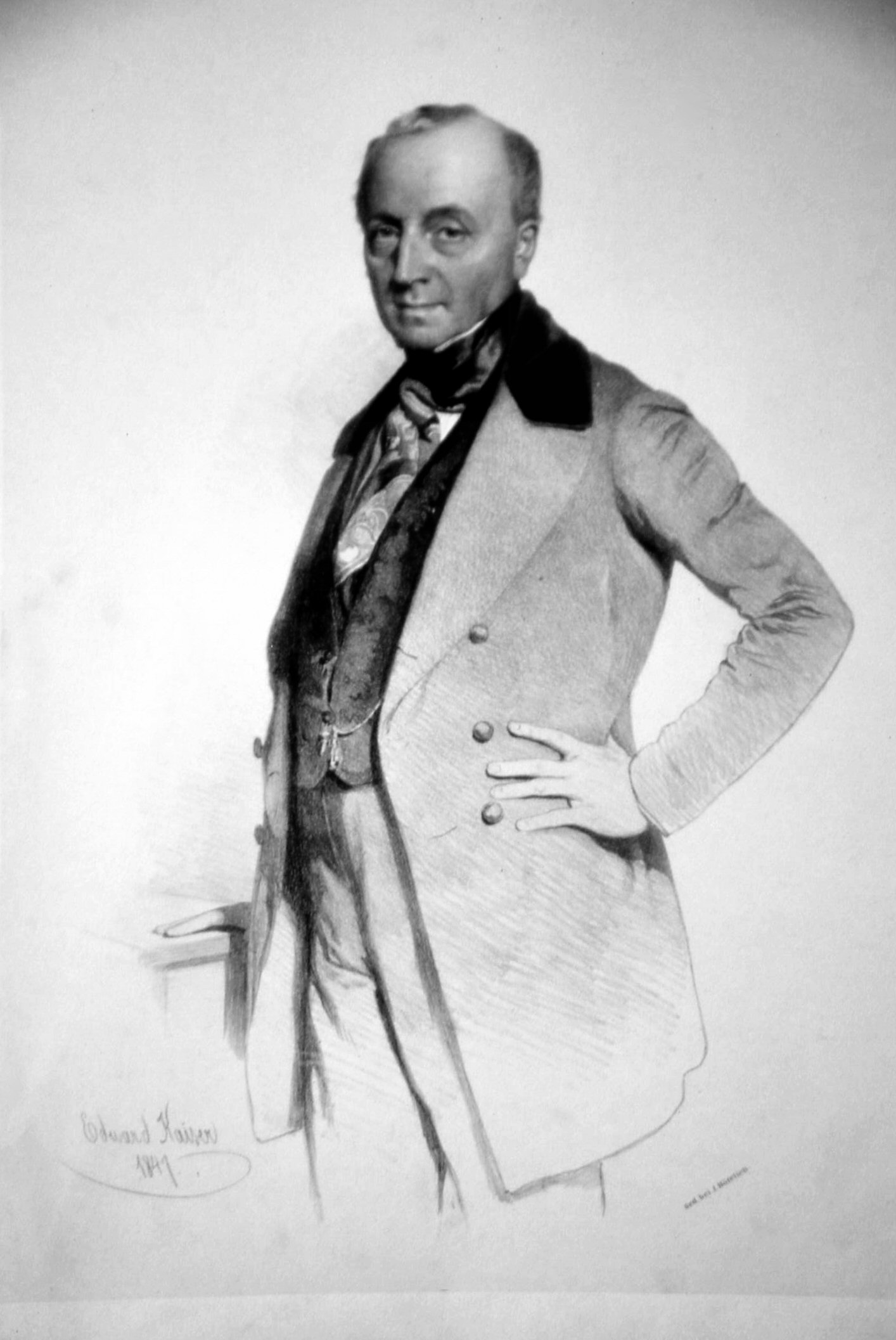
Ferdinand Georg Waldmüller, Lithographie von Eduard Kaiser, 1847.

1835 wurde Waldmüller ordentlicher Rat der Akademie, 1836 erstellte er gemeinsam mit Joseph von Führich einen Katalog der Gemäldegalerie. Mit der Akademie geriet Waldmüller zusehends in Konflikt, weil er das Naturstudium gegenüber dem akademischen Kopieren alter Meister bevorzugte. Metternich schützte und protegierte Waldmüller, konnte aber nicht verhindern, dass seine Reformvorschläge abgelehnt wurden und er 1850 zunächst sein Akademieatelier verlor und 1857 von seinem Posten suspendiert wurde. 
1851 heiratete Waldmüller die Modistin Anna Bayer, nachdem seine seit 1834 von Tisch und Bett geschiedene Frau gestorben war. 1854 befand sich Waldmüller in großen finanziellen Schwierigkeiten und war sogar gezwungen, im Modesalon seiner Gattin auszustellen. Bis zu diesem Jahr hatte er auch Privatunterricht gegeben. Er konnte später wieder international Erfolge feiern (1856 Ausstellung im Buckingham Palace in London, 1861 historische Kunstausstellung in Köln, 1862 internationale Kunstausstellung in London) und wurde 1864 von Kaiser Franz Joseph rehabilitiert.
Zu seinen bedeutendsten Schülern gehören die Maler Hans Canon, Anton Romako und Adam Brenner.
Im Wien Museum hat sich eine Fotografie erhalten, die ihn in seinen letzten Lebensjahren zeigt.
Ferdinand Georg Waldmüller starb im Alter von 72 Jahren und wurde auf dem Matzleinsdorfer Friedhof begraben. 1922 erfolgte die Transferierung seiner sterblichen Überreste und seines Grabsteins in den Gräberhain im Waldmüllerpark in Wien.

## Würdigung
Waldmüller war in seinem Schaffen sowohl in der Landschafts- als auch in der Porträt- und Genremalerei gleichermaßen erfolgreich. Seine Bilder sind bis heute populär, wobei Waldmüller oftmals als Darsteller von Biedermeieridyllen missverstanden wird. Genreszenen aus dem Wiener Vormärz oder Kinderbilder können wohl einen harmlosen Eindruck erwecken, Waldmüller wies aber mit seinem Eintreten für das Naturstudium und die Freilichtmalerei und gegen die akademische Malerei in die Zukunft. Er war einer der großen Repräsentanten der Wirklichkeitsschilderung. Die Darstellung des Lichts wurde zum Zentralproblem seines umfangreichen Schaffens, das an die 1200 Gemälde umfasst. Bilder Waldmüllers befinden sich auch außerhalb Österreichs in zahlreichen internationalen Galerien.
Zu seinen Ehren wurde das am 1. Oktober 1913 enthüllte Denkmal von Josef Engelhart im Wiener Rathauspark errichtet. Der ehemalige katholische Friedhof von Matzleinsdorf, auf dem sich Waldmüllers Grab befindet, wurde 1923 in den nach ihm benannten Waldmüllerpark umgestaltet. Eine Waldmüllergasse in Wien-Mauer war von 1927 bis 1955 nach dem Maler benannt, seit 1888 gibt es eine Waldmüllergasse im 20. Bezirk Wiens. Die österreichische Post veröffentlichte 1932 im Rahmen einer Briefmarkenserie über österreichische Maler eine Marke mit dem Porträt von Waldmüller. Zu dessen 100. Todestag erschien eine Sonderbriefmarke. Motive nach Werken Waldmüllers sind auf zwei weiteren österreichischen Briefmarken zu sehen (200 Jahre Ludwig van Beethoven, 1970; Biedermeier und Vormärz in Wien, 1988).
Im Jahr 1965 wurde ihm zu Ehren in Hinterbrühl die Niederösterreichische Landesausstellung durchgeführt, wobei eine große Anzahl von Werken in der Höldrichsmühle gezeigt wurde.

## Werke

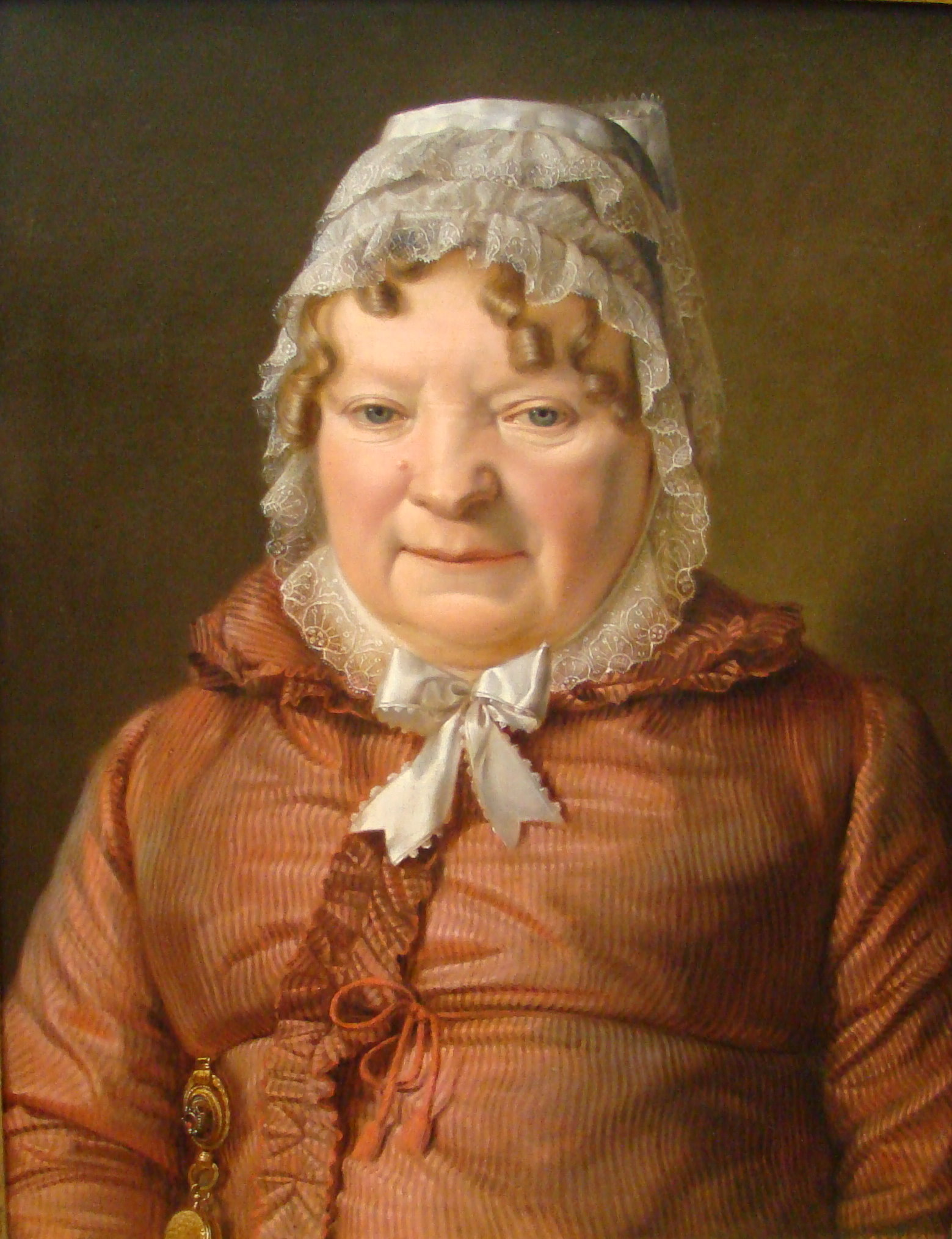
Mutter des Hauptmanns von Stierle-Holzmeister (um 1819), Alte Nationalgalerie, Berlin

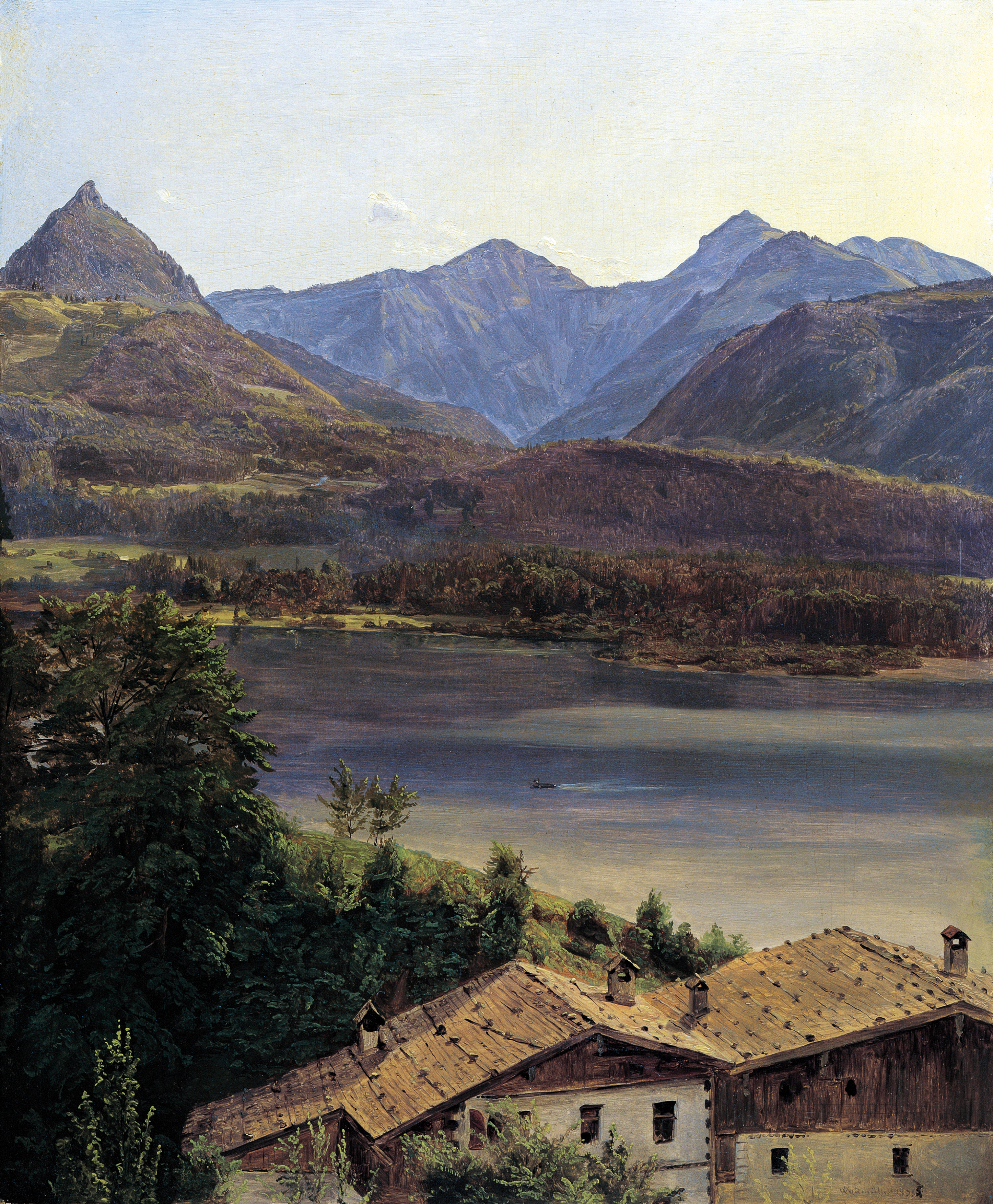
Der Wolfgangsee (1835), Belvedere, Wien

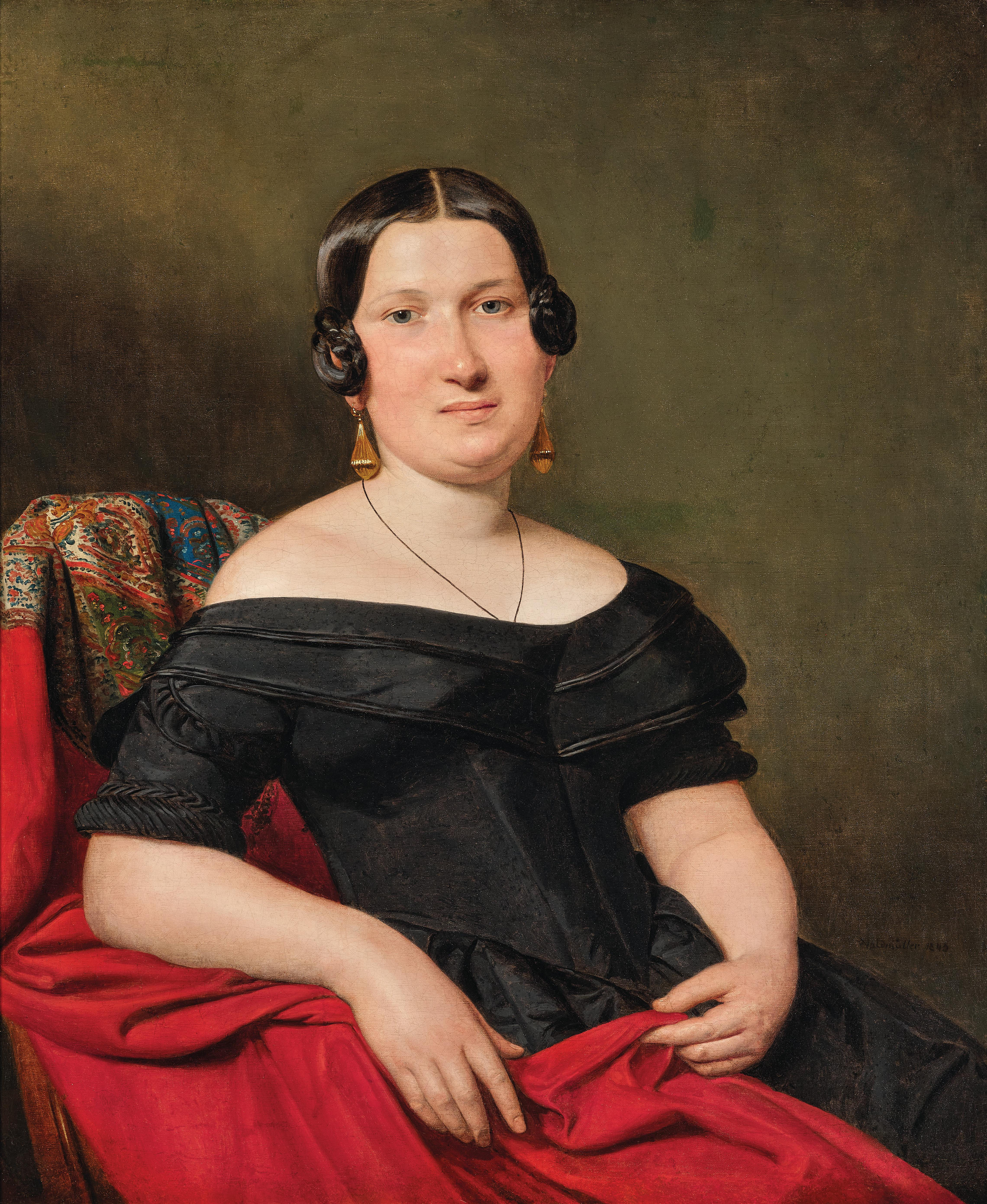
Ferdinand Georg Waldmüller: Dame in schwarzem Kleid und zinnoberrotem Kaschmirtuch, Wien 1843 (Privatbesitz)

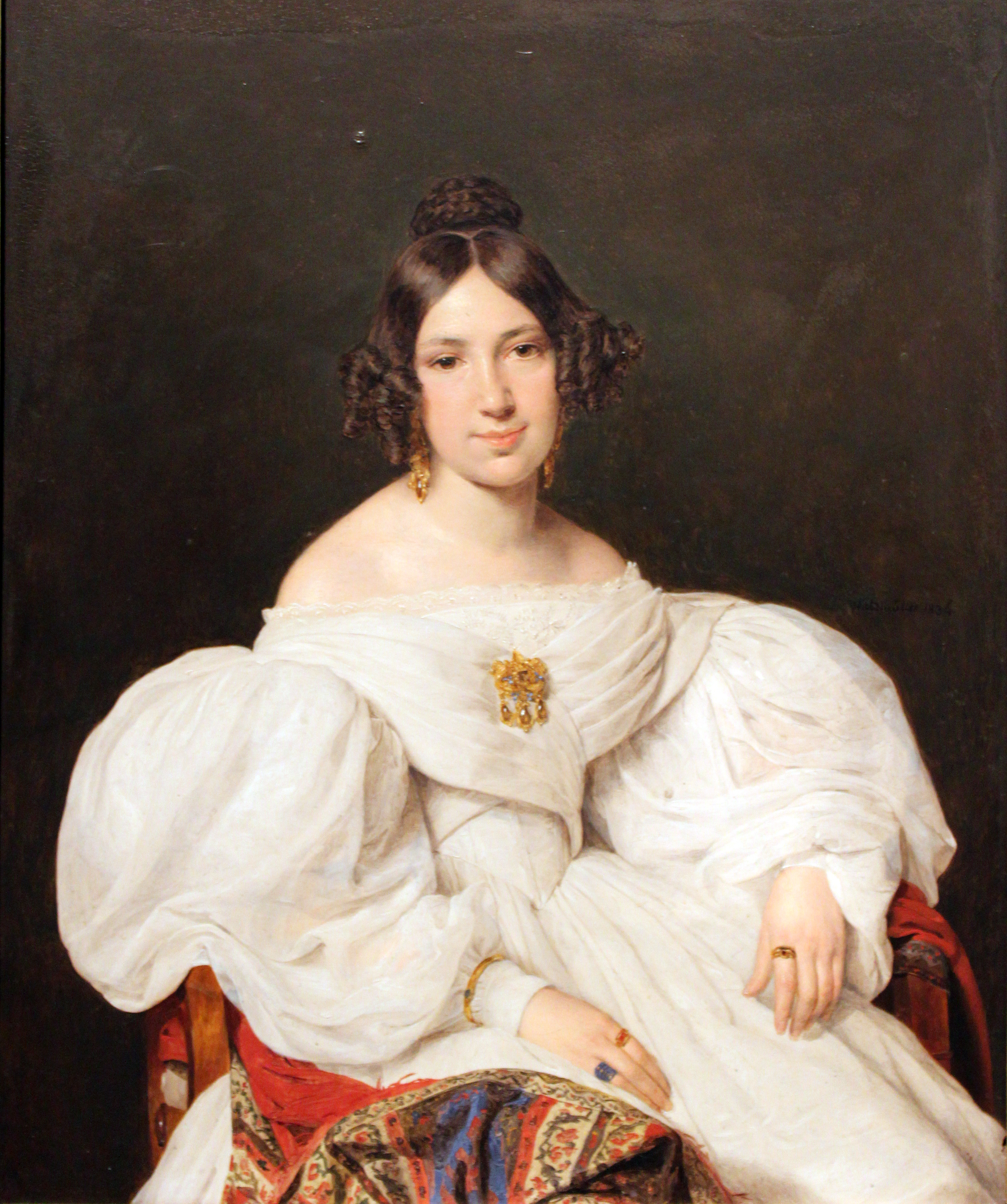
Bildnis der Louise Mayer, 1836, Germanisches Nationalmuseum, Nürnberg

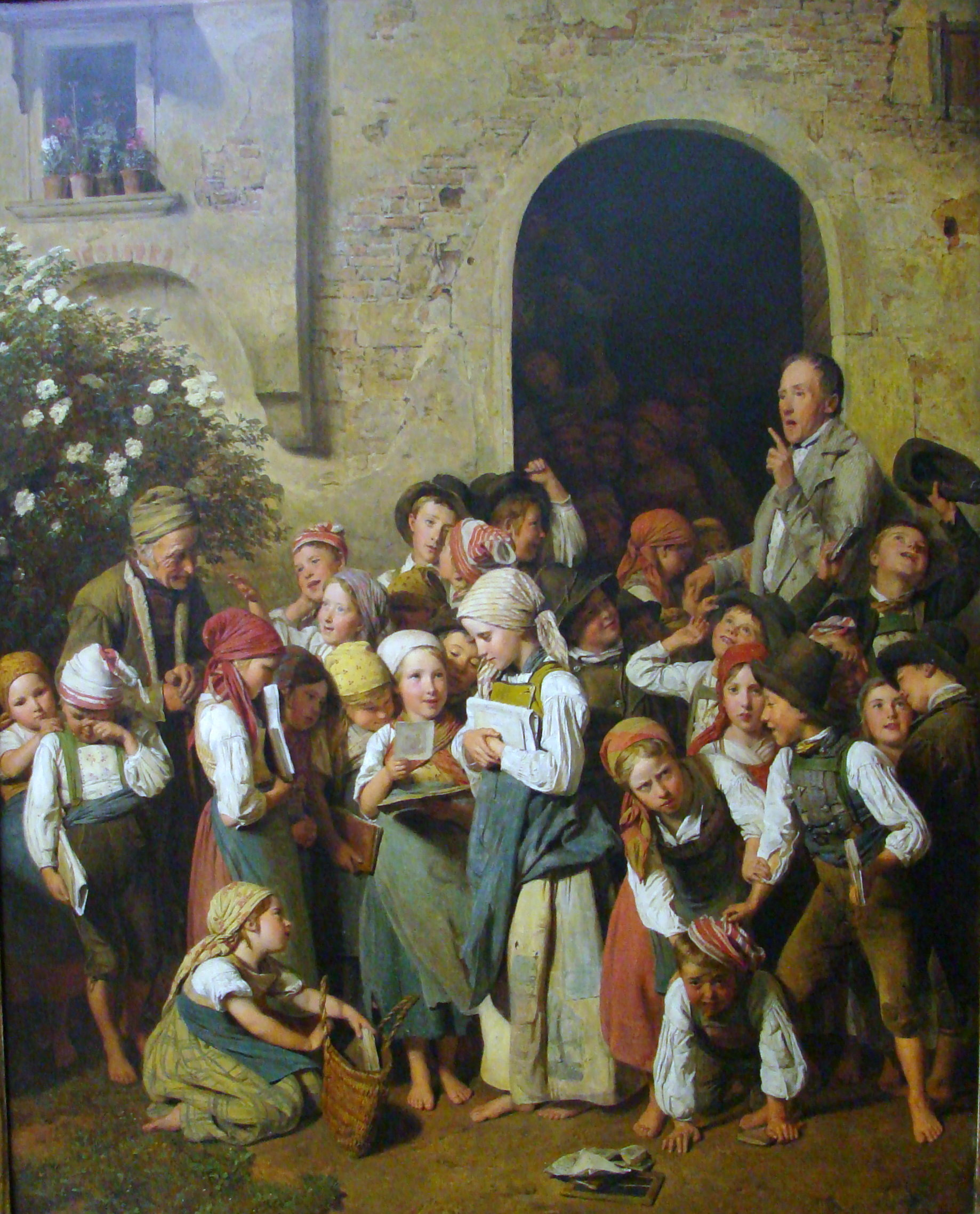
Nach der Schule (1841), Alte Nationalgalerie, Berlin

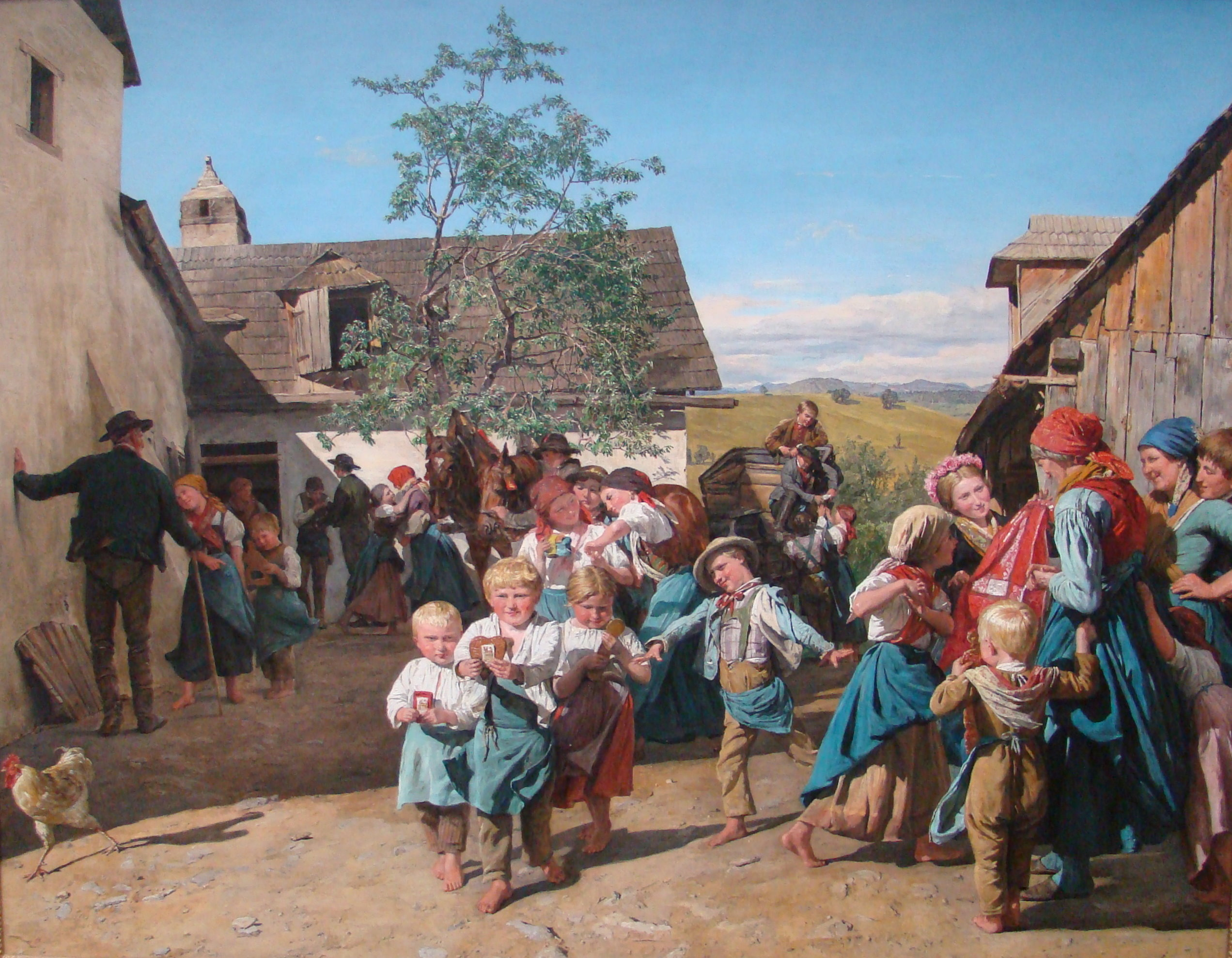
Rückkehr von der Kirchweih, um 1859/60, Alte Nationalgalerie, Berlin

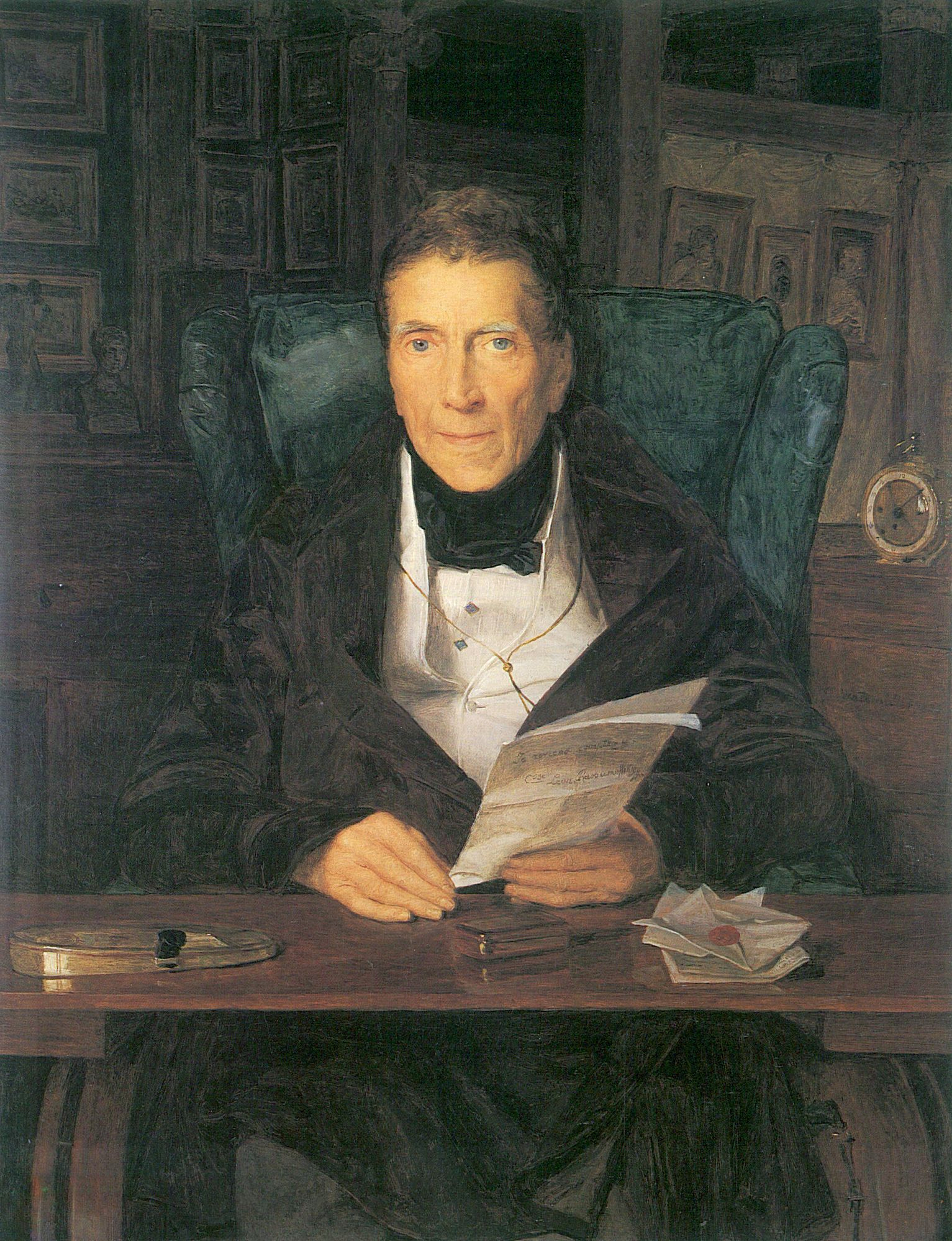
Bildnis des russischen Gesandten am Wiener Hofe Fürst Andreas Rasumowsky, 1835, Öl auf Holz, 39 × 31 cm, Privatbesitz

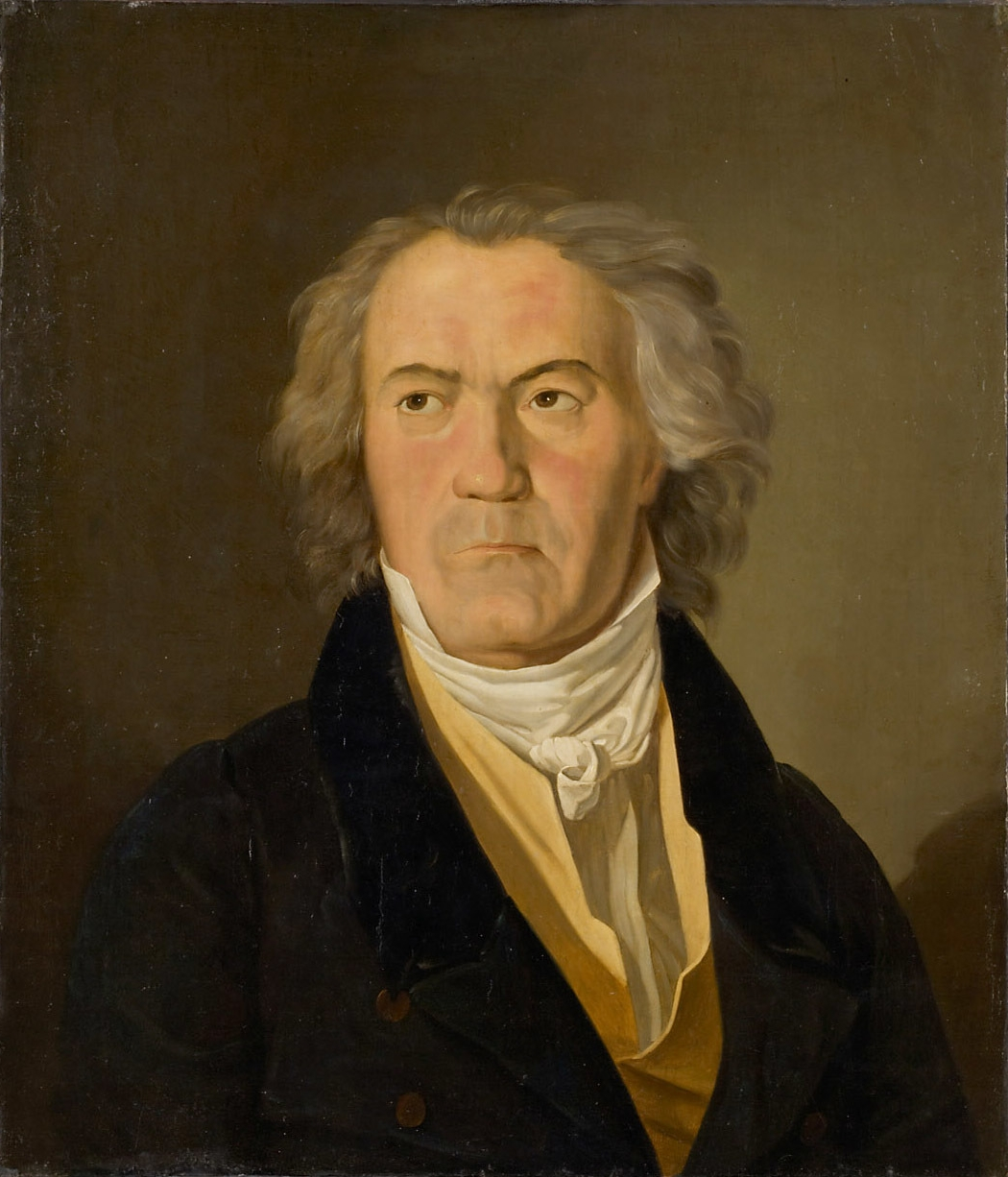
Portrait Ludwig van Beethoven (Kopie des Im Zweiten Weltkrieg verbrannten Originals von 1823), Öl auf Leinwand, 66 × 57 cm, Kunsthistorisches Museum, Wien, Sammlung alter Musikinstrumente, Inv. Nr. 1000, Standort: Neue Burg, Wien

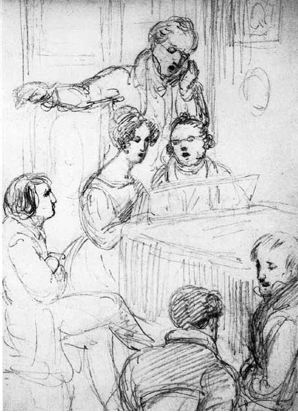
Franz Schubert im Freundeskreis, Bleistift auf Papier, 18,1 × 12,2 cm (Albertina, Wien, Graphische Sammlung, Inv. Nr. 25446)

- Waldmüllers Tante mit Gebetbuch. 1818/1819, Öl auf Leinwand/Holz, 56 × 47 cm, Privatbesitz
- Mutter des Hauptmanns von Stierle-Holzmeister. Um 1819, Museum Alte Nationalgalerie, Berlin
- Bildnis der Frau Rosina Wiser. (Belvedere, Wien. Inv. Nr. 1871), 1820, Öl auf Leinwand, 50 × 40 cm
- Bildnis des Christoph Bonifazius Zang. (Wien Museum, Wien, Inv. Nr. 30.855), um 1820, Öl auf Leinwand, 54,5 × 42,5 cm
- Einblick in die Burgruine Klamm bei Schottwien. (St. Pölten, Niederösterreichisches Landesmuseum, Inv. Nr. 8274), 1822/23, Öl auf Holz, 20 × 25,2 cm
- Bildnis Elise Höfer. 1827, Öl auf Holz,  Wien Museum, Wien
- Selbstporträt in jungen Jahren. (Wien, Belvedere, Inv.Nr. 2121), 1828, Öl auf Leinwand, 95 × 75,5 cm
- Partie aus dem Prater. 1831, Öl auf Holz, 31 × 26 cm, Privatbesitz
- Demetrius Graf Apraxin. (Wien, Belvedere, Inv. Nr. 3686), 1832, Öl auf Holz, 34,2 × 27,8 cm
- Die Rettenbachwildnis bei Ischl. (Wien, Belvedere, Inv. Nr. 1658), 1832, Öl auf Holz, 31,5 × 26 cm
- Eine reisende Bettlerfamilie wird am Heiligen Christabend von armen Bauersleuten beschenkt. (Graz, Neue Galerie am Landesmuseum Joanneum, Inv. Nr. 1/1632), um 1834, Öl auf Holz, 37 × 30 cm
- Der Dachstein mit dem Gosausee. (Wien, Leopold Museum), 1834, Öl auf Holz, 31,4 × 25,6 cm
- Das Höllengebirge bei Ischl. (Wien, Belvedere, Inv. Nr. 2513), 1834, Öl auf Holz, 33 × 25 cm
- Die Alpenhütte auf dem Hoisenrad bei Ischl. (Wien Museum), 1834, Öl auf Holz
- Der Kupferstecher Francois Haury. (Wien, Belvedere, Inv. Nr. 2462), 1834, Öl auf Holz,  43 × 36 cm
- Kinder bei einer Butte mit Trauben. (St. Pölten, Niederösterreichisches Landesmuseum, Inv. Nr. 1447), 1834, Öl auf Leinwand, 77 × 63 cm
- Bildnis des Notars Dr. Josef August Eltz mit seiner Gattin Caroline und seinen acht Kindern in Ischl. (Wien, Belvedere, Inv. Nr. 2567), 1835, Öl auf Leinwand, 124 × 110 cm
- Der fürstlich Esterhazysche Rat Mathias Kerzmann mit seiner zweiten Gattin und seiner Tochter Maria. (Wien, Belvedere, Inv. Nr. 1521), 1835, Öl auf Leinwand, 205 × 158 cm
- Die Traun bei Ischl. (Wien Museum), 1835, Öl auf Holz
- Der Dachstein vom Sophien-Doppelblick bei Ischl. (Wien, Belvedere, Inv. Nr. 5712), 1835, Öl auf Holz, 31 × 26 cm
- Wolfgangsee. (Wien, Belvedere, Inv. Nr. 1863), 1835, Öl auf Holz,  31,5 × 26 cm
- Julia Comtesse Apraxin. (Wien, Belvedere, Inv. Nr. 4655), 1835, Öl auf Holz, 38 × 32 cm
- Johann Jakob Schwartz von Mohrenstern. (Wien Museum), 1837, Öl auf Holz
- Josefine Schwartz von Mohrenstern. (Wien Museum), 1837, Öl auf Holz
- Die Ansicht des Dachsteins mit dem Hallstätter See von der Hütteneckalpe bei Ischl. (Wien Museum), 1838, Öl auf Holz
- Mädchen im Atlaskleid. (Wien Museum), 1839, Öl auf Holz
- Partie von Hallstatt. (Salzburg, Museum Carolino Augusteum), 1839, Öl auf Holz, 45 × 58 cm
- Großes Stillleben mit Prunkpokal. (Wien, Belvedere, Inv. Nr. 876), 1839, Öl auf Holz, 63,5 × 50 cm
- Mühle am Ausfluss des Königssees. (München, Neue Pinakothek, Inv. Nr. 8299), 1840, Öl auf Holz, 46 × 58 cm
- Junge Bäuerin mit drei Kindern im Fenster. (München, Neue Pinakothek, Inv. Nr. 12895) 1840, Öl auf Leinwand, 84,6 × 67,5 cm
- Junge Dame am Toilettetisch. (Wien Museum, Inv. Nr. 10.126), 1840, Öl auf Holz, 39,5 × 30,9 cm
- Eingang in das Höllental. (St. Pölten, Niederösterreichisches Landesmuseum, Inv. Nr. 6448), nach 1840, Öl auf Holz, 25,2 × 31,5 cm
- Blick auf Arco. (Winterthur, Museum Oskar Reinhart), 1841, Öl auf Leinwand, 44,5 × 58 cm
- Emanuel Ritter von Neuwall. (Wien Museum), 1841, Öl auf Holz
- Traubengehänge. (Wien, Belvedere, Inv. Nr. 1053), 1841, Öl auf Leinwand, 39 × 48 cm
- Nach der Schule. Alte Nationalgalerie, Berlin, 1841
- Porträt eines jungen Herrn in schwarzer Kleidung. (Wien, Belvedere, Inv. Nr. Lg 1091), 1842, Öl auf Leinwand, 100 × 81,5 cm
- Niederösterreichische Bauernhochzeit. (Wien, Belvedere, Inv. Nr. 1122), 1843, Öl auf Holz, 95 × 111 cm
- Das Ende der Schulstunde. (Moskau, Puschkin-Museum, Inv. Nr. 1338), 1844, Öl auf Holz, 78 × 95 cm
- Die Verehrung des Heiligen Johannes. (Wien Museum, Inv. Nr. 8.153), 1844, Öl auf Holz, 78,5 × 65 cm
- Franz Grillparzer. (Wien Museum), 1844, Öl auf Leinwand
- Die Bergstadt Castelmola bei Taormina. (Wien, Belvedere, Inv. Nr. 559a), 1844, Öl auf Leinwand, 23,5 × 31,5 cm
- Die Gratulation zum Geburtstag des Großvaters. (Wien Museum), 1845, Öl auf Holz
- Kranzbindende Mädchen. (Kassel, Neue Galerie, Inv. Nr. 168), 1846, Öl auf Holz, 56 × 49,5 cm
- Am Klosterportal. (St. Petersburg, Eremitage, Inv. Nr. 7167), 1846, Öl auf Holz, 61 × 79 cm
- Die Pfändung. (Wien Museum), 1847, Öl auf Holz
- Blick auf Mödling. (Wien, Liechtenstein Museum), 1848, Öl auf Leinwand, 56 × 69 cm
- Mödling mit der Ruine Liechtenstein. (Wien, Belvedere, Inv. Nr. 1375), 1848, Öl auf Holz, 55,5 × 68 cm
- Bildnis der Frau Anna Waldmüller. (Wien, Belvedere, Inv. Nr. 191), 1850, Öl auf Leinwand, 68 × 55 cm
- Mutterglück. (St. Pölten, Niederösterreichisches Landesmuseum, Inv. Nr. 7512), 1851, Öl auf Holz
- Palmsonntag. (Brünn, Moravská galerie, Inv. Nr. A1444), 1852, Öl auf Holz, 45,5 × 58 cm
- Kinder am Fenster. (Salzburg, Residenzgalerie, Inv. Nr. 335), 1853, Öl auf Leinwand, 85 × 69 cm
- Der Abschied von den Eltern. (St. Pölten, Niederösterreichisches Landesmuseum, Inv. Nr. 678), 1854, Öl auf Holz, 70 × 86 cm
- Kinder schmücken den Hut eines Konskribierten. (Privatbesitz), 1854, Öl auf Leinwand, 55,5 × 44 cm
- Der Abschied des Konskribierten. (Wien, Leopold Museum), 1854, Öl auf Holz, 59 × 74 cm
- Die erschöpfte Kraft. (Wien, Belvedere, Inv. Nr. 3656), 1854, Öl auf Leinwand, 63 × 75,5 cm
- Wienerwaldlandschaft mit Schloss Wildegg. (Wien, Belvedere, Inv. Nr. 3796), um 1855, Öl auf Leinwand, 65,5 × 81 cm
- Reisigsammler im Wienerwald. (Wien, Belvedere, Inv. Nr. 2106), 1855, Öl auf Holz, 60,8 × 76,5 cm
- Bildnis der Frau Josefa Ernst, der Mutter des Dombaumeisters Leopold Ernst. (Wien, Leopold Museum, Inv. Nr. 635), 1856, Öl auf Holz, 52,5 × 42 cm
- Das letzte Kalb oder Notverkauf. (Stuttgart, Staatsgalerie, Inv. Nr. GLV 27), 1857, Öl auf Holz, 44 × 56,5 cm
- Am Fronleichnamsmorgen. (recte: „Am Morgen der Erstkommunion“) (Wien, Belvedere, Inv. Nr. Lg 63), 1857, Öl auf Holz, 65 × 82 cm
- Klostersuppe. (Schweinfurt, Museum Georg Schäfer, Inv. Nr. 1508), um 1858, Öl auf Leinwand, 96,4 × 121 cm
- Kinder im Walde oder Veilchenpflückerinnen. (Nürnberg, Germanisches Nationalmuseum), 1858, Öl auf Holz, 62,4 × 79 cm
- Nach der Pfändung. (Dresden, Galerie Neue Meister, Inv. Nr. 2467 A), 1859, Öl auf Holz, 73 × 90 cm
- Kinder erhalten ihr Frühstück. (Prag, Nationalgalerie, Inv. Nr. NG O 12502), 1859, Öl auf Holz, 71 × 61 cm
- Berglandschaft mit der Ruine Liechtenstein bei Mödling. (Wien, Liechtenstein Museum), 1859, Öl auf Holz, 42 × 55 cm
- Die unterbrochene Wallfahrt oder Die kranke Pilgerin. (Wien, Leopold Museum), 1859, Öl auf Holz, 71 × 87 cm
- Bäuerin, eine Kuh melkend (Privatbesitz), 1859, Tempera auf Karton, 34,5 × 42,5 cm
- Abschied der Braut von ihren Gespielen. (Wien, Belvedere, Inv. Nr. 3273), 1860, Öl auf Holz, 63 × 78,5 cm
- Rückkehr von der Kirchweih. Alte Nationalgalerie, Berlin, 1859/60
- Bautaglöhner erhalten ihr Frühstück. 1859/1860
- Vorfrühling im Wienerwald oder Veilchenpflücker. (Wien, Belvedere, Inv. Nr. 1501), 1861, Öl auf Holz, 52 × 66 cm
- Die Kranzwinderin. (Wien, Belvedere, Inv. Nr. 5644), 1861, Öl auf Holz,  44 × 35 cm
- Die Rosenzeit. (Wien Museum, Inv. Nr. 10.134), 1862–1863, Öl auf Holz, 51,5 × 65 cm
- Der bettelnde Knabe vom Magdalenengrund in Wien. (Budapest, Ungarische Nationalgalerie, Inv. Nr. 378.B), 1863, Öl auf Holz, 62 × 51 cm
- Begegnung im Wald. (Wien Museum), 1863, Öl auf Holz
- Heimkehrende Mutter mit ihren Kindern. (Wien, Leopold Museum, Inv. Nr. 636), 1863, Öl auf Holz, 53 × 42 cm
- Vorfrühling im Wiener Wald. (Berlin, Nationalgalerie, Inv. Nr. A I 866), 1864, Öl auf Leinwand, 43 × 54 cm

### Schriften
- Das Bedürfnis eines zweckmäßigen Unterrichts in der Malerei und plastischen Kunst. Angedeutet nach eigenen Erfahrungen. Wien 1846.
- Vorschläge zur Reform der Österreichisch-kaiserlichen Akademie der bildenden Kunst. Wien 1849.
- Andeutungen zur Belebung der vaterländischen bildenden Kunst. Wien 1857 Digitalisat.
- Imitation, Reminiscenz, Plagiat. 1857.